# Campeonato Asiático de Atletismo de 2013 - Revezamento 4x400 m feminino
A prova dos 4 x 400 metros estafetas feminino do Campeonato Asiático de Atletismo de 2013 foi disputada no dia 7 de julho de 2013 no Shree Shiv Chhatrapati Sports Complex em Pune, na Índia. 

## Recordes
Antes desta competição, os recordes mundiais e do campeonato nesta prova eram os seguintes:
|                       | Nome                                                               | Nacionalidade   | Tempo     | Local   | Data                   |
| --------------------- | ------------------------------------------------------------------ | --------------- | --------- | ------- | ---------------------- |
| Recorde mundial       | Tatyana Ledovskaya, Olga Nazarova Mariya Kulchunova, Olga Bryzgina | União Soviética | 3m 15s 17 | Seul    | 1 de outubro de 1988   |
| Recorde do campeonato | Rajwinder Kaur, Sathi Geetha Chitra K. Soman, Manjeet Kaur         | Índia           | 3m 30s 93 | Incheon | 2005                   |
| Recorde asiático      | Xiaohong An, Xiaoyun Bai Chunying Cao, Yuqin Ma                    | China           | 3m 24s 28 | Pequim  | 13 de setembro de 1993 |

## Medalhistas
| Ouro                                                                              | Prata                                                      | Bronze                                                            |
| Índia · Nirmala Sheoran · Tintu Luka · Anu Mariam Jose · Machettira Raju Poovamma | China · Chen Lin · Cheng Chong · Geng Qingyu · Zhao Yanmin | Japão · Asami Chiba · Sayaka Aoki · Satomi Kubokura · Manami Kira |

## Cronograma
Todos os horários são locais (UTC+5:30).
| Data       | Hora  | Evento |
| ---------- | ----- | ------ |
| 7 de julho | 18:05 | Final  |

## Final
A final da prova ocorreu dia 7 de julho às 18:05.
| Posição           | Nacionalidade | Atletas                                                                  | Tempo   | Notas |
| ----------------- | ------------- | ------------------------------------------------------------------------ | ------- | ----- |
| Medalha de ouro   | Índia         | Nirmala Sheoran, Tintu Luka, Anu Mariam Jose, Machettira Raju Poovamma   | 3:32.26 |       |
| Medalha de prata  | China         | Chen Lin, Cheng Chong, Geng Qingyu, Zhao Yanmin                          | 3:35.31 |       |
| Medalha de bronze | Japão         | Asami Chiba, Sayaka Aoki, Satomi Kubokura, Manami Kira                   | 3:35.72 |       |
| 4                 | Cazaquistão   | Yuliya Rakhmanova, Viktoriya Zyabkina, Olga Andreyeva, Yekaterina Yermak | 3:36.09 |       |
| 5                 | Sri Lanka     | C. Sonali Merrill, Rathna Kumari, U.G. Sandamali, Chandrika Rasnayake    | 3:39.54 |       |
| 6                 | Bahrein       |                                                                          | DNS     |       |

Legenda
| Recorde mundial       | Recorde mundial (World record)               |                       | Recorde africano                      | Recorde africano (African) |                                           | Q | Classificado por posição (Qualified) |
| Recorde do campeonato | Recorde do campeonato (Championship record)  | Recorde da América    | Recorde da América (Americas)         | q                          | Classificado por melhor tempo (Qualified) |   |                                      |
| Melhor marca do ano   | Melhor marca do ano (World leading)          | Recorde asiático      | Recorde asiático (Asian)              | DNS                        | Não largou (Did not start)                |   |                                      |
| Recorde nacional      | Recorde nacional (National record)           | Recorde europeu       | Recorde europeu (European)            | DNF                        | Não terminou (Did not finish)             |   |                                      |
| Recorde pessoal       | Recorde pessoal do atleta (Personal best)    | Recorde da Oceania    | Recorde da Oceania (Oceania)          | DSQ / DQ                   | Desclassificado (Disqualified)            |   |                                      |
| Recorde da temporada  | Recorde da temporada do atleta (Season best) | Recorde sul-americano | Recorde sul-americano (South America) | NM                         | Sem marca (No mark)                       |   |                                      |